# Mielniki
Mielniki [mjɛlˈniki] est un village polonais de la gmina de Korycin dans le powiat de Sokółka et dans la voïvodie de Podlachie. Il se situe à environ 11 kilomètres à l'est de Korycin, à 29 kilomètres à l'ouest de Sokółka et à 38 kilomètres au nord de Białystok. 